# Saïd Belqola
Said Belqola, né le 30 août 1956 à Tiflet (Maroc), mort le 15 juin 2002 à Rabat, est un arbitre de football international marocain.

## Biographie
Il occupe le poste d'inspecteur des douanes dans sa vie professionnelle. Le 12 juillet 1998, à l'âge de 41 ans, il devient le premier arbitre africain à diriger une finale de coupe du monde, qui oppose la France au Brésil (3-0).
Saïd Belqola a officié 80 matchs internationaux et a notamment dirigé la finale de la coupe d’Afrique des nations en 1998, entre Égypte - Afrique du Sud (2-0), le 28 février à Ouagadougou.
Il a par ailleurs arbitré deux autres rencontres de coupe du monde en France, Allemagne - États-Unis (2-0) le 15 juin 1998 à Paris, et Argentine - Croatie (1-0) le 26 juin 1998 à Bordeaux. Après la coupe du monde, il est élu meilleur arbitre arabe pour l'année 1998 et est décoré par le roi du Maroc Hassan II. Entre 2000 et 2001, il travaille comme conseiller et consultant de la fédération du Japon de football et dirige quelques matchs du championnat japonais.
Il reste à ce jour le seul arbitre africain à avoir dirigé une finale de coupe du monde.
Il meurt à l'âge de 45 ans des suites d'une longue maladie à l'hôpital militaire Mohammed V à Rabat.

## Carrière sportive
- Ancien gardien de but du club de sa ville natale le « WAT »
- 1979 - 1986 : Arbitre de ligue (section football)
- 1987 - 1989 : Arbitre inter-ligue (section football)
- 1990 - 1992 : Arbitre fédéral (section football)
- 1993 - 2002 : Arbitre international
- 1999 - 2001 : Conférencier et référent de la Fédération du Japon de football
- 1999 - 2002 : Membre de la Commission centrale d'arbitrage de la Fédération royale marocaine de football (FRMF)

## Prix
- 1990, 1991, 1993 : Sifflet d'or décerné par la Fédération royale marocaine de football
- 1995 : Médaille d'or du meilleur arbitre africain décerné par la CAF
- 1995 : Médaille du meilleur arbitre africain décerné par la FIFA en Équateur
- 1995 : Médaille d'or du meilleur arbitre africain décerné par l'Union arabe de football à Tunis
- 1997 : Prix du meilleur arbitre africain
- 1998 : Médaille d'or du meilleur arbitre de la Coupe du monde décerné par la FIFA
- 2001 : Oscar du meilleur arbitre décerné par la CAF